# 小林悠 (アナウンサー)
小林 悠（こばやし はるか、1985年9月26日 - ）は、日本のフリーアナウンサー、元TBSアナウンサー。

## 来歴
北海道札幌市出身。父親がアメリカ人、母親が日本人のハーフで、両親はともに大学教授。母方の祖父は雪の結晶の研究で知られる小林禎作（物理学者、元北海道大学教授）。藤女子中学校・高等学校、お茶の水女子大学文教育学部人文科学科卒業、同大学院人間文化研究科博士前期課程修了。
大学在学中、セント・フォース所属のタレント・フリーアナウンサーとして小林はるか名義で活動。2006年秋にスタートしたフジテレビの『知的冒険 ハッケン!!』では小倉智昭とのコンビでキャスターを務め、2008年春まで出演した。その後は大学院の修士課程へ進学し日本美術史を学ぶ一方で、同年秋にTBSアナウンサーの内定を得るまでの間、フジテレビの『クイズ!ヘキサゴンII』に準レギュラー出演するなどしていた。博士課程に進むことも考えていたが、『高学歴ワーキングプア 「フリーター生産工場」としての大学院』（水月昭道 著、光文社、2007年）を読んで就職を考え出し、子供の頃からテレビやラジオが大好きだったことからテレビ局・ラジオ局を目指すようになる。2010年4月、同社に入社。同期入社のアナウンサーは石井大裕・佐藤渚。同社は3人を「赤坂つたえ隊」として、同年7、8月に放送された複数の番組（後掲の☆印をつけた番組）で紹介したが、これがTBSアナウンサーとしてのデビューとなった。同年9月から『朝ズバッ!』のレギュラーとなり、2014年3月28日の最終回まで担当した。この間は未明に出勤し、夕方に就寝する生活が続いていた。3月31日から『Nスタ』にレギュラー出演。
2016年4月改編で『NEWS23』にキャスターとして加入予定だったが、体調不良を理由に見合わせとなり、代わりに駒田健吾と皆川玲奈が担当することが発表された。同年3月4日付で同社を健康上の理由により依願退職した。この件に関して3月4日放送の『たまむすび』で代打を務めた堀井美香（当時:TBSアナウンサー）と玉袋筋太郎から発表が行われ、小林本人の退職に至った経緯を綴ったコメントも読み上げられた。小林は2月1日発売の『週刊ポスト』（小学館）の報道により精神的に不安定となったとされ、『たまむすび』の生放送も26日から休演していた。TBSテレビアナウンス部の公式ブログ「小林悠の悠草子」も2月中旬に削除・閉鎖された。退社後に、大きな疾患が見つかったため手術をしたことを明かしている。
退社後、活動休止中に結婚。メンタルクリニック理事を経て、現在はアンヌ遙香（アンヌはるか）名義でアロマセラピスト・美容家として活動している。検索するとサッカー選手の小林悠の方が一番にヒットするので、自分は8年も休んでいたから「小林選手にご迷惑をおかけしたくない」ということもあり、また歳を重ねて小林悠という名前がしっくり来なくなったことで改名したという。アンヌは元々持っていたミドルネームであり、アンヌ遙香という名前は姓名判断で決めた。2024年3月4日、自身がイメージキャラクターを務める悩み相談アプリ「フローラ」の記者発表会に登壇。約8年ぶりにメディア復帰を果たした（「フローラ」を運営するドリームチーム株式会社の会長はアンヌの夫で、アンヌ自身も役員を務めている）。
2024年6月より、札幌市のモデルエージェンシー「モーディア」に所属。アンヌ遙香名義にて北海道でタレント・フリーアナウンサーとしての活動を再開する。
2024年8月31日、自身のインスタグラムで、離婚を発表した。
2025年4月より、『どさんこWEEKEND』（STV）のメインキャスターに就任すると共に、北海道大学大学院博士後期課程に進学した。ジェンダー日本美術史を研究する予定。

## 出演
- 今日ドキッ!（北海道放送、2024年7月 - ） - コメンテーターとして不定期出演
- どさんこWEEKEND（STV、2025年4月 - ）

### 過去の出演

#### TBS入社前
テレビ
- THE 鈴木タイムラー（#7・#11に出演、tvk）
- イグザンプラー（tvk、2005年11月26日 - 2006年4月22日）
- 倉敷・土田のワールドカップlog[18]（パーフェクト・チョイス、スカチャン!ハイビジョン）
- ウエンズデー J-POP（2006年4月5日、NHK BS2） - リポーター
- 知的冒険 ハッケン!! → ハッケン!!（フジテレビ系列）
番組開始当初はサブキャスター。2007年春からは番組リニューアルにともなって内田恭子の起用により情報キャスター、同年秋からは取材&中継リポーターに転向して引き続き出演。2008年3月29日をもって卒業。
- AniNNヘッドライン（アニマックス）
- ファーストクラス（tvk）
- クイズ!ヘキサゴンII（フジテレビ系列、2008年3月 - 10月。7月から10月は準レギュラー）
- デザインの森（BSフジ、2008年 - 2009年）

ラジオ
- NISSAN DORENISCA（J-WAVE）

インターネット
- CTVNウーマン（ザ・カラーテレビジョン・ネットワーク）

#### TBS入社後
テレビ（レギュラー・準レギュラー）
- 早ズバッ!ナマたまご（2010年7月19日 - 8月31日、「早ズバッ!夏サカス」／同年9月29日 - 2013年3月29日、キャスター）
- みのもんたの朝ズバッ!→朝ズバッ!（2010年7月16日、「ズバッ!8時またぎ」／同年9月27日 -  2014年3月28日、ニュースキャスター）
- Nスタ（2014年3月31日 - 2016年2月19日、ニュースキャスター ）
- 報道特集（2014年10月4日 - 2016年2月20日、ニュースキャスター ）
- TBS若手ディレクターと石橋の土曜の3回（2012年12月 - 2013年4月2日）
- 女子アナの罰（2012年7月23日 -  2014年3月26日、不定期）
- 大久保じゃあナイト（2013年4月20日 -  2014年3月22日、隔週[注 1]）
- JNNフラッシュニュース（2014年4月 - 9月、隔週水曜日キャスター）
- THEナンバー2 〜歴史を動かした陰の主役たち〜 （BS-TBS 2012年4月12日 - 9月27日、アシスタント[注 2]）
- 毎日がスペシャル!BS-TBS（2013年12月 - 2016年3月、月2回放送）

テレビ（単発出演・代理主演ほか）
- 赤坂ビッグバンバンバン!!（2010年8月4日）
- 第43回日本有線大賞（2010年11月18日、草野仁、久保田智子とともに司会を担当）
- JNNニュース
  - 2011年11月7・8日・2012年7月17 - 19日、昼枠 - 長岡杏子不在時の代行
  - 2012年12月31日昼枠 - キャスター
- 世界ふしぎ発見!（2012年8月18・25日、2014年3月1・15日） - アシスタント[注 3]
- 中居正広の金スマ特別編「いじめについて考える」（2012年8月31日） - 進行役[注 4]
- SPEC〜零〜（2013年10月23日）
- 別府大分毎日マラソン（第63回・スタート地点リポーター、2014年2月2日）
- NEWS23
  - 2014年9月15日 - 10月3日[注 5]
  - 2014年12月12・15日[注 6]
  - 2015年7月27 - 31日[注 7]
- 5時に夢中!サタデー（TOKYO MX 2012年8月18日）[19]
- 今日ドキッ！（北海道放送 2024年7月4日）アンヌ遙香名義

ラジオ
- 悠と渚のハツラツサンデー（2011年1月2日 - 4月3日）
- ザ・トップ5（2011年10月6日 - 2012年3月29日、木曜担当）
- 小林悠 たまむすび（TBSラジオ 2012年4月6日 - 2016年2月19日 、金曜パーソナリティ）
  - 伊集院光の週末TSUTAYAに行ってこれ借りよう!（担当時点で『小林悠 たまむすび』内フロート番組 2012年9月28日・10月12日＜#14＞ - 2014年3月28日＜#52＞（アシスタント）[注 8]）
  - ドライバーズ・リクエスト（TBSラジオ他 JRN系全国ネット、月曜 - 金曜、2015年1月1日 - 2016年3月11日）
- 小島慶子 キラ☆キラ（2012年2月10日）[注 9]
- 週末お悩み解消系ラジオ ジェーン・スー相談は踊る（2014年4月26日などの代行MC）
- マイフェイバリッと（JRN地方局向け番組 2013年9月30日 - 2015年3月27日、ナビゲーター）
- ラジオワールド
  - 小林悠 樺太70年の家路（2015年8月9日）
  - 樺太71年目の現状 〜在留邦人が歌う『ふるさと』（2015年9月6日）

## 雑誌
- 『週刊プレイボーイ』（2013年3月25日号、集英社）
- 『ユリイカ』（2015年4月号、青土社）
- 『Hanako』連載「美仏を浴びたい」（No.1097 - 1106）（2015年10月 - 2016年3月、マガジンハウス）